# Epiphragma (Epiphragma) subsolatrix
Epiphragma (Epiphragma) subsolatrix is een tweevleugelige uit de familie steltmuggen (Limoniidae). De soort komt voor in het Neotropisch gebied.